# Myror i brallan
Myror i brallan är ett svenskt barnprogram om djur och natur som sändes i SVT 1999–2013. Senaste programledaren var Jens Nilsson, tidigare Ola Lindholm, Jonas Leksell och Julia Messelt.
Ett återkommande inslag i programmet heter "Gissa bajset". Hanna Lundberg visar upp ett djurs avföring och tittarna får en kort stund på sig att fundera innan det avslöjas vilket djur som producerat avföringen.
Dessutom medverkar en figur vid namn Rot Sjöblom som spelas av Karl-Erik Andersén. Rot bor ute i skogen och vill helst vara för sig själv, men vet allt om djur.
Säsongen som sändes våren 2009 spelades in under våren/sommaren 2008. Redaktör var Frida Normark, producent var Olof Söderén och projektledare Frida Boethius.
Det har även gjorts ett brädspel som heter Myror i brallan, vilket bygger på programmet.
Det har dessutom gjorts ett datorspel baserat på programmet.